# Howard E. Bigelow
Howard E. Bigelow (Greenfield (Massachusetts), 28 de junio de 1923, - 21 de noviembre de 1987) fue un micólogo estadounidense, especializado en la flora de New England, y muy activo miembro de la "Mycological Society of America". Y profesor en la Universidad de Massachusetts (Departamento de Botánica) de 1957 a 1983.
Era segundo hijo y único varón de Leonard S. y de Adah Lyman. Le encantaba practicar saxófono y clarinete. Hace sus estudios en el "Colegio Oberlin", de 1941 a 1943, y lo deja para combatir en los rangers de la Armada de EE. UU, estando en Europa en 1944, y es capturado en diciembre por tropas enemigas en la "Batalla de Bulge". Lo llevan en barco a un campo en el este de Alemania, y es liberado por tropas rusas en abril de 1945. Retorna a Oberlin luego de la guerra y obtiene su Bachelor of Arts en 1949 y su Master of Arts en 1951. Estudia Botánica en la Universidad de Míchigan, Ann Arbor, bajo la dirección de Alexander Hanchett Smith (1904-1986), obteniendo su doctorado en junio de 1956. Un mes antes se casa con la micóloga Margaret E. Barr, estudiante en Wehmeyer.
En 1957 trabaja en el "Instituto de Botánica" de la "Universidad de Montreal". Y en septiembre de ese año acepta un cargo en la de Massachusetts, y por 26 años continua hasta retirarse como "emérito".
Sería el autor de trabajos sobre los champiñones de los géneros Clitocybe de la familia de Tricholomataceae.

## Algunas publicaciones
- Bigelow, HE. 1960, publ. 1962. Unusual fruiting of Cordyceps militaris. Mycologia 52 (6): 958
- Bigelow, HE; Barr, ME. 1962. Contribution to the fungus flora of north-eastern North America. Rhodora 64 (758): 126-137, ilus.
- Bigelow, HE; Barr, ME. 1963. Contribution to the fungus flora of north-eastern North America. III. Rhodora 65 (764): 289-309, 4 pls, 10 figs.
- Bigelow, HE; Smith, AH. 1963. Clitocybe species from the Western United States. Mycologia 54 (5): 498-515, 4 pls.
- Bigelow, HE. 1965. The genus Clitocybe in North America: section Clitocybe. Lloydia 28 (2): 139-180
- Bigelow, HE. 1985. North American species of Clitocybe. Part II. Beihefte zur Nova Hedwigia 81: 281-471, 49 planchas

### Libros
- Bigelow, HE; HD Thiers, edit. 1975. Studies on Higher Fungi, a Collection of Papers Dedicated to Dr. Alexander H. Smith on the Occasion of His Seventieth Birthday. 78 planchas (2 coloreadas) & 12 figuras en texto. 8.º, pp. vi+372. ISBN 3-7682-5451-8
- Bigelow, HE. 1979. Mushroom pocket field guide. 117 pp. il. 1.ª impr. 1974. ISBN 0-02-062200-7
- Bigelow, HE. 1982. North American Species of Clitocybe. Ed. Lubrecht & Cramer Ltd, Port Jervis. ISBN 3768254720

- La abreviatura «H.E.Bigelow» se emplea para indicar a Howard E. Bigelow como autoridad en la descripción y clasificación científica de los vegetales.[1]

## Fuente
- Corta biografía en sitio International Plant Science Center